# 오연아
오연아(본명: 김미애, 1981년 1월 1일 ~ )는 대한민국의 배우이다.
2008년 영화 <추격자>, <좋은 놈, 나쁜 놈, 이상한 놈>으로 정식 데뷔를 하였다.

## 학력
- 태릉중학교 (졸업)
- 태릉고등학교 (졸업)
- 계원디자인예술대학 (졸업)

## 출연 작품

### 영화
- 《그 말을 믿으라는 거야?》(2006년) - 수진 역
- 《용의주도 미스 신》(2007년) - 명품샵 직원 역
- 《내 사랑》(2007년) - 광고회사 직원 역
- 《무방비 도시》(2008년) - 명품녀 역
- 《뜨거운 것이 좋아》(2008년) - 원석 작업실 여자 역
- 《추격자》(2008년) - 성희 역
- 《좋은 놈, 나쁜 놈, 이상한 놈》(2008년) - 1등칸 일본여인 역
- 《아내가 결혼했다》(2008년) - 소영 역
- 《달콤한 거짓말》(2008년) - 여직원 역
- 《윙잉잉》(2008년)
- 《7급 공무원》(2009년) - 산업보안팀 요원 역
- 《애자》(2009년) - 민정 역
- 《우유와 자장면》(2009년) - 한미우 역
- 《비밀애》(2010년) - 낯선 여자 역
- 《지구대표 롤링스타즈》(2010년) - 톰 / 봉편자 목소리 역
- 《계몽영화》(2010년) - 정태선 역
- 《영웅첩혈》(2011년)
- 《집으로 가는 길》(2013년) - 수지 역
- 《천사의 노래》(2014년)
- 《소수의견》(2015년) - 유인하 역
- 《퇴마: 무녀굴》(2015년) - 옥련 역
- 《아수라》(2016년) - 정윤희 역
- 《보통사람》(2017년) - 박선희 기자 역
- 《더 킬러스》(2024년) - 유화 역

### 드라마
- 《친구, 우리들의 전설》 (2009년, MBC)
- 《부탁해요 캡틴》 (2012년, SBS) - 정순애 역
- 《일년에 열두남자》 (2012년, tvN)
- 《사랑아 사랑아》 (2012년, KBS2)
- 《시그널》 (2016년, tvN) - 윤수아 역
- 《대박》 (2016년, SBS) - 장옥정 역
- 《굿 와이프》 (2016년, tvN) - 이수연 역
- 《캐리어를 끄는 여자》 (2016년, MBC) - 한지원 역
- 《아버님 제가 모실게요》 (2016년, MBC) - 한정화 역
- 《푸른 바다의 전설》 (2016년, SBS) - 젊은 강서희 역
- 《보이스》 (2017년, OCN) - 허지혜 역
- 《피고인》 (2017년, SBS) - 제니퍼 리 역
- 《품위있는 그녀》 (2017년, JTBC) - 백주경 역
- 《더 패키지》 (2017년, JTBC) - 미정 역
- 《화유기》 (2018년, tvN) - 백로 역
- 《시크릿 마더》 (2018년, SBS) - 송지애 역
- 《백일의 낭군님》 (2018년, tvN) - 중전 박씨 역
- 《프리스트》 (2018년, OCN) - 신미연 역
- 《구해줘 2》 (2019년, OCN) - 진숙 역
- 《KBS 드라마 스페셜 - 히든》 (2019년, KBS2) - 공선주 역
- 《앨리스》 (2020년, SBS) - 은수 모 역
- 《어느 날 우리 집 현관으로 멸망이 들어왔다》 (2021년, tvN) - 달고나 역
- 《미끼》 (2023년, 쿠팡플레이) - 정소람 역
- 《꼭두의 계절》 (2023년, MBC) - 지수연 역
- 《악귀》 (2023년, SBS) - 최만월 역
- 《메스를 든 사냥꾼》 (2025년, U+모바일tv) - 양준경 역
- 《메리 킬즈 피플》 (2025년, MBC) - 최강윤의 아내 역
- 《은수 좋은 날》 (2025년, KBS2) - 백여주 역

## 수상 및 후보
| 연도 | 시상식                    | 부문                             | 작품             | 결과 |
| ---- | ------------------------- | -------------------------------- | ---------------- | ---- |
| 2010 | 제54회 아시아태평양영화제 | 여우조연상                       | 계몽영화         | 수상 |
| 2016 | SBS 연기대상              | 판타지드라마부문 여자 특별연기상 | 푸른 바다의 전설 | 후보 |